# Реки Вьетнама
Социалистическая Республика Вьетнам имеет густую речную сеть.
Площадь пресноводных объектов Вьетнама составляет 6 % территории страны, что значительно больше, чем в соседних странах. По стране протекает 2360 рек длиной более 10 км. Девять из них имеют площадь бассейна более 10 тыс. км². Большинство крупных рек Вьетнама берут начало за пределами страны. Суммарный сток вьетнамских рек в среднем составляет 848 км³/год, большая часть стока приходится на дождливый сезон. Из за этого во Вьетнаме около 90 % ущерба, связанного с природными катастрофами, приходятся на наводнения, оползни и подобные явления.
Крупнейшие реки Вьетнама — Меконг (длина — 4900 км, площадь бассейна — 795 тыс. км²) и Хонгха (Красная река, длина — 1183 км, площадь бассейна — 158 тыс. км²). Самая длинная река, полностью протекающая по территории страны — Донгнай. Всего во Вьетнаме есть 13 крупных речных бассейнов, 9 из которых занимают 90 % территории страны.
Реки Вьетнама играют важную роль в качестве транспортных артерий. Кроме того, они являются источником гидроэлектроэнергии, на 2019 год мощность вьетнамских ГЭС составила 51,98 ТВт⋅ч. На середину 1980-х суммарный объем водохранилищ Вьетнама составлял 15 км³
Серьёзной проблемой является падение качества воды, самое низкое качество воды наблюдается в реке Донгнай.

## Список крупнейших речных бассейнов Вьетнама
| №  | Русское название | Оригинальное название            | Общая длина, км | Площадь бассейна в пределах страны, км² | Общая площадь бассейна, км² |
| -- | ---------------- | -------------------------------- | --------------- | --------------------------------------- | --------------------------- |
| 1  | Меконг           | Sông Cửu Long (Кыулонг)          | 4900            | 68820                                   | 795000                      |
| 2  | Хонгха           | Sông Hồng                        | 1183            | 72700                                   | 155000                      |
| 3  | Донгнай          | Sông Đồng Nai                    | 628             | 36530-37400                             | 44100                       |
| 4  | Ма               | Sông Mã                          | 445             | 17600                                   | 28400                       |
| 5  | Ка               | Sông Cả                          | 418             | 17730                                   | 27200                       |
| 6  | Тхайбинь         | Sông Thái Bình                   | 411             | 15180                                   | 15180                       |
| 7  | Ба               | Sông Ba                          | 396             | 13900                                   | 13900                       |
| 8  | Бангзянг-Кикунг  | Sông Bắc Giang-Sông Kỳ Cùng      | 244             | 11280                                   | 13260                       |
| 9  | Тхубон           | Sông Thu Bồn                     | 206             | 10350                                   | 10350                       |
| 10 |                  | Sông Gianh                       | 165             | 4538                                    |                             |
| 11 | Чакхук           | Sông Trà Khúc                    | 148             | 3337                                    |                             |
| 12 | Кай              | Sông Cái Phan Rang или Sông Dinh | 135             | 3109                                    |                             |
| 13 | Рай              | Sông Ray                         | 114             | 1279                                    |                             |